# Savo Volley
Il Savo Volley è una società pallavolistica maschile finlandese con sede a Siilinjärvi: milita nel campionato finlandese di Lentopallon Mestaruusliiga.

## Storia
Il Savo Volley nasce nel 2017 dalla fusione del Pielaveden Sampo e del LEKA, divenuta effettiva un anno dopo, con l'esordio del neonato club in Lentopallon Mestaruusliiga nella stagione 2018-19.

## Rosa 2018-2019
| N° | Nome                | Ruolo | Data di nascita  | Nazionalità sportiva |
| -- | ------------------- | ----- | ---------------- | -------------------- |
| 4  | Antti Siltala       | S     | 14 marzo 1984    | Finlandia            |
| 5  | Petteri Penttinen   | P     | 21 agosto 1985   | Finlandia            |
| 6  | Miro Määttänen      | S     | 17 giugno 1996   | Finlandia            |
| 7  | Eetu Häyrinen       | O     | 26 aprile 1992   | Finlandia            |
| 8  | Fedor Ivanov        | P     | 1º dicembre 2000 | Finlandia            |
| 9  | Jere Heiskanen      | S     | 27 luglio 2000   | Finlandia            |
| 10 | Severi Savonsalmi   | C     | 21 agosto 2000   | Finlandia            |
| 11 | Andrus Raadik       | S     | 19 ottobre 1986  | Estonia              |
| 12 | Taichi Kawaguchi    | L     | 27 aprile 1995   | Giappone             |
| 13 | Timo Leikas         | O     | 5 luglio 1985    | Finlandia            |
| 14 | Olli-Pekka Ojansivu | O     | 31 dicembre 1987 | Finlandia            |
| 15 | Aleksi Kaatrasalo   | C     | 24 maggio 1990   | Finlandia            |
| 18 | Jukka Lehtonen      | C     | 22 febbraio 1982 | Finlandia            |